# Cantó de Neuilly-le-Réal
El cantó de Neuilly-le-Réal és un cantó francès del departament de l'Alier, situat al districte de Molins. Té 9 municipis i el cap és Neuilly-le-Réal.

## Municipis
- Bessay-sur-Allier
- Chapeau
- La Ferté-Hauterive
- Gouise
- Mercy
- Montbeugny
- Neuilly-le-Réal
- Saint-Gérand-de-Vaux
- Saint-Voir

## Història
| Data d'elecció                           | Identitat         | Partit                        | Qualitat |
| ---------------------------------------- | ----------------- | ----------------------------- | -------- |
| 1945-1951                                | Jacques Cantat    | SFIO                          |          |
| 1951-1958                                | M. Forest         | SFIO                          |          |
| 1958-1988                                | François Fontaine | CNIP                          |          |
| 1988-2001                                | Jean Delmas       | Divers droite                 |          |
| 2001-                                    | Lucien Gonnot     | Unió Republicana del Borbonès |          |
| les dades anteriors no són pas conegudes |                   |                               |          |
|                                          |                   |                               |          |

## Demografia
| 1962  | 1968  | 1975  | 1982  | 1990  | 1999  | 2007  |
| ----- | ----- | ----- | ----- | ----- | ----- | ----- |
| 5.061 | 5.314 | 4.685 | 4.919 | 4.982 | 4.908 | 5.023 |